# 伊日娜·切尔马科娃
伊日娜·切尔马科娃（捷克語：Jiřina Čermáková，1944年11月17日—2019年11月17日），捷克女子曲棍球运动员。她曾代表捷克斯洛伐克国家队参加1980年夏季奥林匹克运动会曲棍球比赛，获得一枚银牌。